# Jade
Jade（ジェイド、本名非公表、10月13日 - ）は、日本の女性歌手。血液型O型。

## 来歴
- 1997年 「meo」名義で「True True」でデビュー。
- 2003年 芸名を現在の「Jade」に改名。
- 2005年 Steve I.とのユニット「Jade & Steve I.」を始動。
- 2007年 「True True」のセルフカヴァーを発売、本格的にソロ活動を始める。

## ディスコグラフィ

### シングル
- 1997年11月19日 「True True」 （「meo」名義）
- 2007年12月5日 「True True」
- 2009年11月11日 「Beautiful Life」
- 2009年11月25日 「Merry Christmas to You」
- 2010年1月27日 「Listen to Your Heart」

### アルバム
- 2009年1月21日 「Best Friend」

### その他
- 2008年12月1日 - 「Sweet Lounge」 （ポッドキャスト）
- 2009年7月22日 WILL 「Listen to Your Heart feat. Jade」

2019.8.8 
グリーフをテーマにした
Come back to me 
CD シングリをリリース
オリジナルmix tape
ニューヨーク撮り下ろし写真集
ポストカードなど
アート作品も オンラインサイトで 好評発売中